# Zgornja Rečica
Zgornja Rečica este o localitate din comuna Laško, Slovenia, cu o populație de 452 de locuitori.